# Pseudocoptosia kubani
Pseudocoptosia kubani är en skalbaggsart som först beskrevs av Holzschuh 1991.  Pseudocoptosia kubani ingår i släktet Pseudocoptosia och familjen långhorningar. Inga underarter finns listade i Catalogue of Life.